# Uberto Pozzoli
Uberto Pozzoli (Capriano, 6 maggio 1901 – Lecco, 13 novembre 1930) è stato un giornalista, sindacalista e poeta italiano.

## Biografia
Nato a Capriano di Briosco il 6 maggio 1901, poco tempo dopo si trasferì con la famiglia a Lecco, luogo d'origine della madre. Grande esperto di storia lecchese e giornalista autodidatta, iniziò la sua carriera nel 1924 collaborando con il settimanale Il Resegone ed in seguito anche con la rivista All'ombra del Resegone, della quale fu uno dei protagonisti.
Animato da una profonda fede cattolica, negli anni '20 espresse il suo impegno civile in difesa del lavoratori adoperandosi all'interno di diverse associazioni vicine alla Chiesa, come nella Cooperativa "La Popolare" di Lecco, nelle Leghe sindacali bianche, nel Partito Popolare Italiano e nell'Azione Cattolica.
Negli ultimi anni di vita estese le sue collaborazioni, lavorando per il quotidiano milanese di orientamento cattolico L'Italia con una rubrica giornaliera, in cui raccontava la visita pastorale dell'arcivescovo di Milano Alfredo Ildefonso Schuster nella sua Lecco, rifiutando però al contempo un'offerta per diventare redattore al Corriere della Sera.
Morì a seguito di una breve malattia il 13 novembre 1930.
Nel 1982 gli venne intitolata la biblioteca civica di Lecco.

## Opere
Parallelamente all'attività giornalistica, Pozzoli è noto anche per la sua produzione letteraria in lingua lombarda, con numerose poesie scritte nella variante lecchese.
La sua opera può essere suddivisa in due filoni principali: uno scherzoso e un altro più lirico e spirituale. Al primo appartiene la cosiddetta Ghislanzoneide, che narra delle vicissitudini del busto commemorativo di Antonio Ghislanzoni, dapprima esposto davanti alla stazione ferroviaria di Lecco e successivamente nascosto nei depositi di Villa Belgiojoso.
|   | Ghislanzoneide                               |
|   |                                              |
|   | Quatter mès j en stàa assee per fa 'l boeust |
|   | Cunt un bell pedestall delicàa;              |
|   | El scùltùr, benché 'l foeuss de bon goeust,  |
|   | In del famm el el ritratt l'ha sbagliàa      |
| 5 | Ma che s'eri 'l pueta di schers              |
|   | El m'haa fàa cunt na facia d'invèrs          |
|   | ...                                          |

Al secondo filone appartiene invece la poesia Magg in valada, in cui l'autore immagina di trovarsi nella vallata dietro Lecco e di sentire all'improvviso tutte le campane delle chiese dei paesi vicini.
|   | Magg in valada                              |
|   |                                             |
|   | Vegnii soeu ché visén a San Giuvann         |
|   | se voeuref inciuchéf de puesìa              |
|   | a la matina prest, quand che i campann      |
|   | i sùnen toeucc insemm l'Ave Maria.          |
|   |                                             |
| 5 | El ciel, adess de magg, el büta nett        |
|   | lüster e ciâr 'me i oeucc de la mia dòna;   |
|   | el lâgh, gió abass, el possa toeutt quiètt, |
|   | celest, comè 'l vestii de la Madòna.        |
|   | ...                                         |